# یوسف النبر
یوسف النبر (عربی: يوسف مازن يوسف النبر؛ زادهٔ ۸ اوت ۱۹۸۹) بازیکن فوتبال است.
از باشگاه‌هایی که در آن بازی کرده‌است می‌توان به باشگاه ورزشی الفیصلی و باشگاه فوتبال الشباب اردن اشاره کرد.
وی همچنین در تیم‌های ملی فوتبال زیر ۲۳ سال اردن، و اردن بازی کرده‌است.